# Beach soccer maschile ai Giochi mondiali sulla spiaggia 2019
Le competizioni di beach soccer maschile ai Giochi mondiali sulla spiaggia 2019 si sono svolte dall'11 al 16 ottobre 2019 presso la spiaggia di Katara, a Doha. Vi hanno partecipato 16 squadre provenienti da tutti i continenti, suddivise in quattro gironi formati da quattro squadre. Le prime squadre classificate in ciascun girone hanno avuto accesso alle semifinali. Il Brasile ha vinto la medaglia d'oro sconfiggendo in finale la Russia 9-3, mentre la medaglia di bronzo è andata all'Iran.

## Calendario
La fase a gironi si è disputata dall'11 al 14 ottobre, osservando una pausa il giorno 12. Il 15 ottobre hanno avuto luogo le semifinali, e il giorno successivo si sono giocate le finali che hanno assegnato le medaglie.
| ● | Finali |

| Ottobre |    |    |    |    |    |
| 11      | 12 | 13 | 14 | 15 | 16 |
| ●       |    | ●  | ●  | ●  | 1  |

## Squadre partecipanti
| Confederazione                                        | Torneo di qualificazione     | Qualificate                           |
| ----------------------------------------------------- | ---------------------------- | ------------------------------------- |
| AFC (Asia)                                            | Ranking mondiale             | Emirati Arabi Uniti Giappone Iran     |
| CAF (Africa)                                          | Qualificazioni africane      | Marocco Senegal                       |
| CONCACAF (America Centrale, Settentrionale e Caraibi) | Qualificazioni nordamericane | El Salvador Messico                   |
| CONMEBOL (Sud America)                                | Ranking mondiale             | Brasile Paraguay Uruguay              |
| OFC (Oceania)                                         | Ranking mondiale             | Isole Salomone                        |
| UEFA (Europa)                                         | Qualificazioni europee       | Italia Russia Spagna Svizzera Ucraina |

## Sorteggio
| 1ª urna                    | 2ª urna                           | 3ª urna                                     | 4ª urna                                    |
| -------------------------- | --------------------------------- | ------------------------------------------- | ------------------------------------------ |
| Brasile Russia Italia Iran | Paraguay Spagna Svizzera Giappone | Uruguay Senegal Emirati Arabi Uniti Messico | Ucraina Marocco El Salvador Isole Salomone |

Il sorteggio ha determinato i quattro gironi riportati qui di seguito.
| Girone A            | Girone B       | Girone C | Girone D    |
| ------------------- | -------------- | -------- | ----------- |
| Brasile             | Italia         | Iran     | Russia      |
| Svizzera            | Spagna         | Paraguay | Giappone    |
| Emirati Arabi Uniti | Messico        | Senegal  | Uruguay     |
| Marocco             | Isole Salomone | Ucraina  | El Salvador |

## Fase a gironi

### Girone A
| Pos. | Squadra             | Pt | G | V | V+ | P | GF | GS | DR  |
| ---- | ------------------- | -- | - | - | -- | - | -- | -- | --- |
| 1.   | Brasile             | 9  | 3 | 3 | 0  | 0 | 23 | 10 | +13 |
| 2.   | Svizzera            | 6  | 3 | 2 | 0  | 1 | 21 | 19 | +2  |
| 3.   | Marocco             | 3  | 3 | 1 | 0  | 2 | 8  | 17 | -9  |
| 4.   | Emirati Arabi Uniti | 0  | 3 | 0 | 0  | 3 | 15 | 21 | -6  |

| Doha 11 ottobre 2019, ore 22:30 UTC+3                                                                                                  | Marocco   | 1 – 9 referto                                                                          | Brasile | Spiaggia di Katara |
| \| \| \| \| \| El Hadoui 34’ \| Marcatori \| 1’, 9’ Catarino 6’, 18’, 33’ Mauricinho 7’, 36’ (rig.) Rodrigo 16’ Antonio 27’ Datinha \| |           |                                                                                        |         |                    |
| |           |                                                                                        |         |                    |
| El Hadoui 34’ | Marcatori | 1’, 9’ Catarino 6’, 18’, 33’ Mauricinho 7’, 36’ (rig.) Rodrigo 16’ Antonio 27’ Datinha |         |                    |

| Doha 11 ottobre 2019, ore 22:30 UTC+3 | Svizzera  | 10 – 9 referto                                                                                     | Emirati Arabi Uniti | Spiaggia di Katara |
| \| \| \| \| \| Ott 5’, 16’, 16’, 19’ Stankovic 15’, 30’ Ostgen 16’ Mounoud 19’ Hodel 33’ Spacca 33’ \| Marcatori \| 3’ A. Mohammadi 12’, 22’, 24’ W. Beshr 13’, 23’ Albloushi 17’ Alkaabi 25’ A. Ali 36’ H. Almuntaser \| |           | |                     |                    |
| |           | |                     |                    |
| Ott 5’, 16’, 16’, 19’ Stankovic 15’, 30’ Ostgen 16’ Mounoud 19’ Hodel 33’ Spacca 33’ | Marcatori | 3’ A. Mohammadi 12’, 22’, 24’ W. Beshr 13’, 23’ Albloushi 17’ Alkaabi 25’ A. Ali 36’ H. Almuntaser |                     |                    |

| Doha 13 ottobre 2019, ore 16:30 UTC+3 | Brasile   | 7 – 5 referto                                          | Emirati Arabi Uniti | Spiaggia di Katara |
| \| \| \| \| \| Rafinha 4’ Bokinha 6’, 23’ Filipe Silva 14’ Rodrigo 26’, 36’ A. Beshr 36’ (aut.) \| Marcatori \| 13’, 15’, 36’ W. Mohammadi 17’ A. Mohammadi 24’ A. Ali \| |           |                                                        |                     |                    |
| |           |                                                        |                     |                    |
| Rafinha 4’ Bokinha 6’, 23’ Filipe Silva 14’ Rodrigo 26’, 36’ A. Beshr 36’ (aut.)                                                                                          | Marcatori | 13’, 15’, 36’ W. Mohammadi 17’ A. Mohammadi 24’ A. Ali |                     |                    |

| Doha 13 ottobre 2019, ore 16:30 UTC+3                                                                                                  | Svizzera  | 7 – 3 referto                       | Marocco | Spiaggia di Katara |
| \| \| \| \| \| Ott 3’, 35’ Stankovic 21’ (rig.), rig.’, 29’ Hodel 26’ Borer 32’ \| Marcatori \| 4’ Aboutalbi 5’ El Hadoui 9’ Fanchy \| |           |                                     |         |                    |
| |           |                                     |         |                    |
| Ott 3’, 35’ Stankovic 21’ (rig.), rig.’, 29’ Hodel 26’ Borer 32’                                                                       | Marcatori | 4’ Aboutalbi 5’ El Hadoui 9’ Fanchy |         |                    |

| Doha 14 ottobre 2019, ore 21:00 UTC+3 | Brasile   | 7 – 4 referto                       | Svizzera | Spiaggia di Katara |
| \| \| \| \| \| Rodrigo 1’, 6’, 8’ Filipe Silva 15’ Bokinha 17’ Catarino 20’ Antonio 28’ \| Marcatori \| 6’ Stankovic 7’, 29’ Ott 16’ Spacca \| |           |                                     |          |                    |
| |           |                                     |          |                    |
| Rodrigo 1’, 6’, 8’ Filipe Silva 15’ Bokinha 17’ Catarino 20’ Antonio 28’                                                                       | Marcatori | 6’ Stankovic 7’, 29’ Ott 16’ Spacca |          |                    |

| Doha 14 ottobre 2019, ore 21:00 UTC+3                                               | Emirati Arabi Uniti | 1 – 4 referto                          | Marocco | Spiaggia di Katara |
| \| \| \| \| \| A. Ali 21’ \| Marcatori \| 1’, 36’ El Hadoui 19’ Abagli 21’ Iazal \| |                     |                                        |         |                    |
|                                                                                     |                     |                                        |         |                    |
| A. Ali 21’                                                                          | Marcatori           | 1’, 36’ El Hadoui 19’ Abagli 21’ Iazal |         |                    |

### Girone B
| Pos. | Squadra        | Pt | G | V | V+ | P | GF | GS | DR  |
| ---- | -------------- | -- | - | - | -- | - | -- | -- | --- |
| 1.   | Italia         | 9  | 3 | 3 | 0  | 0 | 18 | 12 | +6  |
| 2.   | Spagna         | 6  | 3 | 2 | 0  | 1 | 21 | 13 | +8  |
| 3.   | Messico        | 3  | 3 | 1 | 0  | 2 | 14 | 16 | -2  |
| 4.   | Isole Salomone | 0  | 3 | 0 | 0  | 3 | 12 | 24 | -12 |

| Doha 11 ottobre 2019, ore 16:30 UTC+3 | Isole Salomone | 5 – 8 referto                                                            | Italia | Spiaggia di Katara |
| \| \| \| \| \| Mafane 9’, 16’ Fa'ari 15’ Laua Goal 19’, 36’ \| Marcatori \| 9’, 14’, 36’ Gori 10’ Corosiniti 12’ Zurlo 18’, 35’ Palmacci 21’ Montani \| |                |                                                                          |        |                    |
| |                |                                                                          |        |                    |
| Mafane 9’, 16’ Fa'ari 15’ Laua Goal 19’, 36’ | Marcatori      | 9’, 14’, 36’ Gori 10’ Corosiniti 12’ Zurlo 18’, 35’ Palmacci 21’ Montani |        |                    |

| Doha 11 ottobre 2019, ore 16:30 UTC+3 | Spagna    | 9 – 3 referto                  | Messico | Spiaggia di Katara |
| \| \| \| \| \| Acosta 1’ Chiky 4’, 28’ Javi Torres 16’, 22’ Adrian 21’ Eduard 30’ Llorenç 31’ Hernández 35’ \| Marcatori \| 11’ Contreras 25’, 29’ Morales \| |           |                                |         |                    |
| |           |                                |         |                    |
| Acosta 1’ Chiky 4’, 28’ Javi Torres 16’, 22’ Adrian 21’ Eduard 30’ Llorenç 31’ Hernández 35’                                                                  | Marcatori | 11’ Contreras 25’, 29’ Morales |         |                    |

| Doha 13 ottobre 2019, ore 22:30 UTC+3                                                                     | Italia    | 5 – 3 referto                   | Messico | Spiaggia di Katara |
| \| \| \| \| \| Gori 3’, 13’, 26’ Zurlo 5’ Palmacci 24’ \| Marcatori \| 18’, 22’ Maldonado 23’ Vizcarra \| |           |                                 |         |                    |
| |           |                                 |         |                    |
| Gori 3’, 13’, 26’ Zurlo 5’ Palmacci 24’                                                                   | Marcatori | 18’, 22’ Maldonado 23’ Vizcarra |         |                    |

| Doha 13 ottobre 2019, ore 22:30 UTC+3 | Spagna    | 8 – 5 referto                                  | Isole Salomone | Spiaggia di Katara |
| \| \| \| \| \| Llorenç 9’, 17’ Javi Torres 11’ Suarez 14’, 19’ Frutos 26’ Chiky 30’, 33’ \| Marcatori \| 15’, 36’ Fa'ari 15’ Mafane 23’ Laua 28’ Farobo \| |           |                                                |                |                    |
| |           |                                                |                |                    |
| Llorenç 9’, 17’ Javi Torres 11’ Suarez 14’, 19’ Frutos 26’ Chiky 30’, 33’                                                                                  | Marcatori | 15’, 36’ Fa'ari 15’ Mafane 23’ Laua 28’ Farobo |                |                    |

| Doha 14 ottobre 2019, ore 19:30 UTC+3                                                                                           | Italia    | 5 – 4 referto                                  | Spagna | Spiaggia di Katara |
| \| \| \| \| \| Palmacci 16’, 28’ Gori 19’, 32’ Corosiniti 29’ \| Marcatori \| 2’ Frutos 16’ Chiky 16’ Javi Torres 26’ Cintas \| |           |                                                |        |                    |
| |           |                                                |        |                    |
| Palmacci 16’, 28’ Gori 19’, 32’ Corosiniti 29’                                                                                  | Marcatori | 2’ Frutos 16’ Chiky 16’ Javi Torres 26’ Cintas |        |                    |

| Doha 14 ottobre 2019, ore 19:30 UTC+3                                                                                    | Messico   | 8 – 2 referto        | Isole Salomone | Spiaggia di Katara |
| \| \| \| \| \| Vizcarra 1’, 11’, 32’ Maldonado 21’, 35’, 36’ Mosco 26’ Villa 33’ \| Marcatori \| 5’ Fa'ari 26’ Mafane \| |           |                      |                |                    |
| |           |                      |                |                    |
| Vizcarra 1’, 11’, 32’ Maldonado 21’, 35’, 36’ Mosco 26’ Villa 33’                                                        | Marcatori | 5’ Fa'ari 26’ Mafane |                |                    |

### Girone C
| Pos. | Squadra  | Pt | G | V | V+ | P | GF | GS | DR |
| ---- | -------- | -- | - | - | -- | - | -- | -- | -- |
| 1.   | Iran     | 7  | 3 | 2 | 1  | 0 | 18 | 16 | +2 |
| 2.   | Senegal  | 6  | 3 | 2 | 0  | 1 | 18 | 13 | +5 |
| 3.   | Paraguay | 3  | 3 | 1 | 0  | 2 | 9  | 12 | -3 |
| 4.   | Ucraina  | 0  | 3 | 0 | 0  | 3 | 13 | 17 | -4 |

| Doha 11 ottobre 2019, ore 19:30 UTC+3 | Ucraina   | 4 – 5 referto                                                      | Iran | Spiaggia di Katara |
| \| \| \| \| \| Glutskyi 1’ Zborovskyi 7’, 9’ Shcherytsia 12’ \| Marcatori \| 6’ A. Akbari 19’, 20’ M. Mokhtari 25’ Ahmadzadeh 31’ Shirmohammadi \| |           |                                                                    |      |                    |
| |           |                                                                    |      |                    |
| Glutskyi 1’ Zborovskyi 7’, 9’ Shcherytsia 12’ | Marcatori | 6’ A. Akbari 19’, 20’ M. Mokhtari 25’ Ahmadzadeh 31’ Shirmohammadi |      |                    |

| Doha 11 ottobre 2019, ore 19:30 UTC+3                             | Paraguay  | 0 – 3 referto                   | Senegal | Spiaggia di Katara |
| \| \| \| \| \| \| Marcatori \| 29’ Diassy 32’ Diouf 34’ Diagne \| |           |                                 |         |                    |
|                                                                   |           |                                 |         |                    |
|                                                                   | Marcatori | 29’ Diassy 32’ Diouf 34’ Diagne |         |                    |

| Doha 13 ottobre 2019, ore 21:00 UTC+3 | Iran                 | 8 – 8 (d.t.s.) referto                                        | Senegal | Spiaggia di Katara |
| \| \| \| \| \| Mokhtari 2’, 35’ Akbari 3’, 9’ Kiani 9’, 33’, 37’ Masoumizadeh 38’ \| Marcatori \| 9’, 10’ Niang 25’, 26’, 37’ Diagne 33’, 37’ Diatta 34’ Diassy \| \| Ahmadzadeh Akbari Kiani \| Tiri di rigore 3 – 1 \| Ndoye Fall \| |                      |                                                               |         |                    |
| |                      |                                                               |         |                    |
| Mokhtari 2’, 35’ Akbari 3’, 9’ Kiani 9’, 33’, 37’ Masoumizadeh 38’ | Marcatori            | 9’, 10’ Niang 25’, 26’, 37’ Diagne 33’, 37’ Diatta 34’ Diassy |         |                    |
| Ahmadzadeh Akbari Kiani | Tiri di rigore 3 – 1 | Ndoye Fall                                                    |         |                    |

| Doha 13 ottobre 2019, ore 21:00 UTC+3                                                                                           | Paraguay  | 5 – 4 referto                             | Ucraina | Spiaggia di Katara |
| \| \| \| \| \| C. Benitez 8’, 12’, 25’ Ojeda 28’ Nerush 36’ (aut.) \| Marcatori \| 3’, 11’ Pashko 12’ Zborovskyi 23’ Makeiev \| |           |                                           |         |                    |
| |           |                                           |         |                    |
| C. Benitez 8’, 12’, 25’ Ojeda 28’ Nerush 36’ (aut.)                                                                             | Marcatori | 3’, 11’ Pashko 12’ Zborovskyi 23’ Makeiev |         |                    |

| Doha 14 ottobre 2019, ore 16:30 UTC+3 | Iran      | 5 – 4 referto                               | Paraguay | Spiaggia di Katara |
| \| \| \| \| \| Mokhtari 3’ Barreto 16’ (aut.) Shirmohammadi 17’ Behzadpour 31’ Masoumizadeh 32’ \| Marcatori \| 5’ (rig.) Carballo 17’ C. Benitez 20’ Rolón \| |           |                                             |          |                    |
| |           |                                             |          |                    |
| Mokhtari 3’ Barreto 16’ (aut.) Shirmohammadi 17’ Behzadpour 31’ Masoumizadeh 32’                                                                               | Marcatori | 5’ (rig.) Carballo 17’ C. Benitez 20’ Rolón |          |                    |

| Doha 14 ottobre 2019, ore 16:30 UTC+3 | Senegal   | 7 – 5 referto                                     | Ucraina | Spiaggia di Katara |
| \| \| \| \| \| Mendy 11’ Niang 11’ Diatta 12’ Fall 24’, 26’ Diassy 28’ Diagne 35’ \| Marcatori \| 5’, 11’, 23’ Voitenko 15’ (aut.) Niang 30’ Nerush \| |           |                                                   |         |                    |
| |           |                                                   |         |                    |
| Mendy 11’ Niang 11’ Diatta 12’ Fall 24’, 26’ Diassy 28’ Diagne 35’                                                                                     | Marcatori | 5’, 11’, 23’ Voitenko 15’ (aut.) Niang 30’ Nerush |         |                    |

### Girone D
| Pos. | Squadra     | Pt | G | V | V+ | P | GF | GS | DR  |
| ---- | ----------- | -- | - | - | -- | - | -- | -- | --- |
| 1.   | Russia      | 8  | 3 | 2 | 1  | 0 | 15 | 10 | +5  |
| 2.   | Giappone    | 6  | 3 | 2 | 0  | 1 | 16 | 10 | +6  |
| 3.   | El Salvador | 3  | 3 | 1 | 0  | 2 | 9  | 10 | -1  |
| 4.   | Uruguay     | 0  | 3 | 0 | 0  | 3 | 7  | 17 | -10 |

| Doha 11 ottobre 2019, ore 21:00 UTC+3                                                                   | El Salvador | 2 – 4 referto                                | Russia | Spiaggia di Katara |
| \| \| \| \| \| Perdomo 5’ Velásquez 18’ \| Marcatori \| 2’ Paporotnyi 12’, 25’ Makarov 27’ Nikonorov \| |             |                                              |        |                    |
| |             |                                              |        |                    |
| Perdomo 5’ Velásquez 18’                                                                                | Marcatori   | 2’ Paporotnyi 12’, 25’ Makarov 27’ Nikonorov |        |                    |

| Doha 11 ottobre 2019, ore 21:00 UTC+3                                                                       | Giappone  | 7 – 2 referto           | Uruguay | Spiaggia di Katara |
| \| \| \| \| \| Okuyama 3’, 8’ Ozu 15’, 20’, 32’, 34’ Akaguma 26’ \| Marcatori \| 18’ Miranda 35’ Capurro \| |           |                         |         |                    |
| |           |                         |         |                    |
| Okuyama 3’, 8’ Ozu 15’, 20’, 32’, 34’ Akaguma 26’                                                           | Marcatori | 18’ Miranda 35’ Capurro |         |                    |

| Doha 13 ottobre 2019, ore 19:30 UTC+3                                                                               | Russia    | 5 – 3 referto                       | Uruguay | Spiaggia di Katara |
| \| \| \| \| \| Shishin 5’ Makarov 5’ Paporotnyi 8’, 12’, 15’ \| Marcatori \| 5’ L. Pazos 14’ Quinta 32’ G. Costa \| |           |                                     |         |                    |
| |           |                                     |         |                    |
| Shishin 5’ Makarov 5’ Paporotnyi 8’, 12’, 15’                                                                       | Marcatori | 5’ L. Pazos 14’ Quinta 32’ G. Costa |         |                    |

| Doha 13 ottobre 2019, ore 19:30 UTC+3                                                            | Giappone  | 4 – 2 referto          | El Salvador | Spiaggia di Katara |
| \| \| \| \| \| Ozu 11’ Oba 21’ Akaguma 23’ Okuyama 36’ \| Marcatori \| 29’ Rivera 32’ Agustín \| |           |                        |             |                    |
|                                                                                                  |           |                        |             |                    |
| Ozu 11’ Oba 21’ Akaguma 23’ Okuyama 36’                                                          | Marcatori | 29’ Rivera 32’ Agustín |             |                    |

| Doha 14 ottobre 2019, ore 22:30 UTC+3 | Russia    | 6 – 5 (d.t.s.) referto                                   | Giappone | Spiaggia di Katara |
| \| \| \| \| \| Zemskov 6’ Krasheninnikov 7’ Paporotnyi 14’, 39’ Bazhenov 16’ Makarov 22’ \| Marcatori \| 1’ Ginoza 4’ Yamauchi 12’, 19’ (rig.) Okuyama 34’ Matsuo \| |           |                                                          |          |                    |
| |           |                                                          |          |                    |
| Zemskov 6’ Krasheninnikov 7’ Paporotnyi 14’, 39’ Bazhenov 16’ Makarov 22’                                                                                            | Marcatori | 1’ Ginoza 4’ Yamauchi 12’, 19’ (rig.) Okuyama 34’ Matsuo |          |                    |

| Doha 14 ottobre 2019, ore 22:30 UTC+3                                                               | Uruguay   | 2 – 5 referto                               | El Salvador | Spiaggia di Katara |
| \| \| \| \| \| Cabrera 27’ Laens 34’ \| Marcatori \| 6’, 7’, 20’ Jason 12’ Velásquez 25’ Agustín \| |           |                                             |             |                    |
| |           |                                             |             |                    |
| Cabrera 27’ Laens 34’                                                                               | Marcatori | 6’, 7’, 20’ Jason 12’ Velásquez 25’ Agustín |             |                    |

## Fase a eliminazione diretta

### Tabellone
|  | Semifinali | Semifinali | Semifinali |         |        | Finale          | Finale          | Finale          |  |
|  |            |            |            |         |        |                 |                 |                 |  |
|  | Iran       | Iran       | 2          |         |        |                 |                 |                 |  |
|  | Iran       | Iran       | 2          |         |        |                 |                 |                 |  |
|  | Russia     | Russia     | 6          |         |        |                 |                 |                 |  |
|  | Russia     | Russia     | 6          |         | Russia | Russia          | 3               |                 |  |
|  |            |            |            |         | Russia | Russia          | 3               |                 |  |
|  |            |            | Brasile    | Brasile | 9      |                 |                 |                 |  |
|  | Brasile    | Brasile    | Brasile    | Brasile | 9      | 7               |                 |                 |  |
|  | Brasile    | Brasile    |            |         |        | 7               |                 |                 |  |
|  | Italia     | Italia     | 5          |         |        | Finale 3º posto | Finale 3º posto | Finale 3º posto |  |
|  | Italia     | Italia     | 5          |         |        |                 |                 |                 |  |
|  |            |            |            |         |        |                 |                 |                 |  |
|  |            |            |            |         |        | Iran (rig.)     | Iran (rig.)     | 5 (3)           |  |
|  |            |            |            |         |        | Iran (rig.)     | Iran (rig.)     | 5 (3)           |  |
|  |            |            |            |         |        | Italia          | Italia          | 5 (1)           |  |

### Semifinali
| Doha 15 ottobre 2019, ore 17:30 UTC+3                                                                                            | Iran      | 2 – 6 referto                                                    | Russia | Spiaggia di Katara |
| \| \| \| \| \| Masoumizadeh 21’ Mokhtari 23’ \| Marcatori \| 5’ Makarov 8’, 32’ Zemskov 12’ Shishin 34’ Novikov 35’ Nikonorov \| |           |                                                                  |        |                    |
| |           |                                                                  |        |                    |
| Masoumizadeh 21’ Mokhtari 23’ | Marcatori | 5’ Makarov 8’, 32’ Zemskov 12’ Shishin 34’ Novikov 35’ Nikonorov |        |                    |

| Doha 15 ottobre 2019, ore 20:30 UTC+3 | Brasile   | 7 – 5 referto                                   | Italia | Spiaggia di Katara |
| \| \| \| \| \| Filipe Silva 5’, 19’ Rodrigo 8’, 14’, 19’ Catarino 20’ Lucão 28’ \| Marcatori \| 13’, 26’, 32’ Gori 14’ Chiavaro 25’ Ramacciotti \| |           |                                                 |        |                    |
| |           |                                                 |        |                    |
| Filipe Silva 5’, 19’ Rodrigo 8’, 14’, 19’ Catarino 20’ Lucão 28’                                                                                   | Marcatori | 13’, 26’, 32’ Gori 14’ Chiavaro 25’ Ramacciotti |        |                    |

### Finale 3º posto
| Doha 16 ottobre 2019, ore 17:30 UTC+3 | Iran                 | 5 – 5 (d.t.s.) referto                                  | Italia | Spiaggia di Katara |
| \| \| \| \| \| Masoumizadeh 3’ Mokhtari 6’ Ahmadzadeh 27’ Kiani 34’, 35’ (rig.) \| Marcatori \| 20’, 25’ Gori 22’ Montani 25’ Ramacciotti 29’ Frainetti \| \| Ahmadzadeh Akbari Kiani \| Tiri di rigore 3 – 1 \| Chiavaro Gori \| |                      |                                                         |        |                    |
| |                      |                                                         |        |                    |
| Masoumizadeh 3’ Mokhtari 6’ Ahmadzadeh 27’ Kiani 34’, 35’ (rig.) | Marcatori            | 20’, 25’ Gori 22’ Montani 25’ Ramacciotti 29’ Frainetti |        |                    |
| Ahmadzadeh Akbari Kiani | Tiri di rigore 3 – 1 | Chiavaro Gori                                           |        |                    |

### Finale
| Doha 16 ottobre 2019, ore 20:30 UTC+3 | Russia    | 3 – 9 referto                                                                               | Brasile | Spiaggia di Katara |
| \| \| \| \| \| Paporotnyi 19’ Zemskov 20’ Makarov 36’ (rig.) \| Marcatori \| 8’ Catarino 8’ Rodrigo 17’, 18’, 19’ Mauricinho 24’ Bokinha 32’ Filipe Silva 36’, 36’ Lucão \| |           |                                                                                             |         |                    |
| |           |                                                                                             |         |                    |
| Paporotnyi 19’ Zemskov 20’ Makarov 36’ (rig.) | Marcatori | 8’ Catarino 8’ Rodrigo 17’, 18’, 19’ Mauricinho 24’ Bokinha 32’ Filipe Silva 36’, 36’ Lucão |         |                    |

## Campione
| Giochi mondiali sulla spiaggia 2019 Brasile 1º titolo |